# Lewitron
Lewitron (ang. Levitron) – zabawka wynaleziona w USA przez Roya Harrigana, w której skład wchodzi bączek, podstawka oraz plastikowa szybka. Bączek składa się z magnesu stałego w kształcie okręgu, wykonanego z materiału ceramicznego. Masa samego bączka wynosi około 20 gramów. Wewnątrz podstawki znajdują się odpowiednio ułożone magnesy.

## Zasada działania
Bączek stawia się na szybce, wprawia się go w ruch wirowy poprzez zakręcenie nim, a następnie unosi się szybkę do góry wraz z kręcącym się na niej bączkiem. Po czym szybkę usuwamy, a bączek pozostaje w stanie lewitacji. Magnes w bączku jest zwrócony biegunem jednoimiennym do magnesu w podstawie, a więc jest od niej odpychany ku górze. Ruch wirowy bączka jest potrzebny tylko do zapobieżenia odwróceniu się go i połączeniu z podstawą biegunem różnoimiennym. W wyniku tarcia powietrza następuje zmniejszenie się prędkości wirowania, utrata stabilności i upadek. Zasada zachowania momentu pędu sprawia, że bączek może się kręcić kilka minut. Czas ten jest zależny przede wszystkim od energii, którą włożymy w nadanie bączkowi ruchu obrotowego oraz od rozmiaru bączka (a więc powierzchni, która stwarza tarcie). Zbyt mała prędkość obrotowa bączka spowoduje jego odwrócenie się, co spowoduje pojawienie się sił przyciągania, natomiast prędkość zbyt duża spowoduje, że bączek wyleci z centrum na zewnątrz i w konsekwencji upadnie poza podstawą z braku odpychającego go pola magnetycznego. Warunki stabilnej lewitacji bączka opisuje skomplikowany aparat matematyczny. Kluczową rolę odgrywa tu zjawisko precesji.